# Diocèse de Sarlat
Le diocèse de Sarlat (en latin : Dioecesis Sarlatensis) est un ancien diocèse de l'Église catholique en France.

## Histoire
Le diocèse de Sarlat est créé par le pape Jean XXII, le 11 juillet 1317, par sécularisation de l'abbaye bénédictine de Sarlat, élévation de celle-ci au rang de cathédrale et partition du diocèse de Périgueux. Comme celui-ci, le diocèse de Sarlat est suffragant de l'archidiocèse de Bordeaux.
Le diocèse de Sarlat est supprimé par la Constitution civile du clergé. À la suite du Concordat de 1801, il n'est pas rétabli : le 29 novembre 1801, le pape Pie VII l'incorpore au diocèse d'Angoulême. Le 6 octobre 1822, il est incorporé au diocèse rétabli de Périgueux.
Depuis le 17 juin 1854, l'évêque de Périgueux porte aussi celui d'évêque de Sarlat.

## Territoire

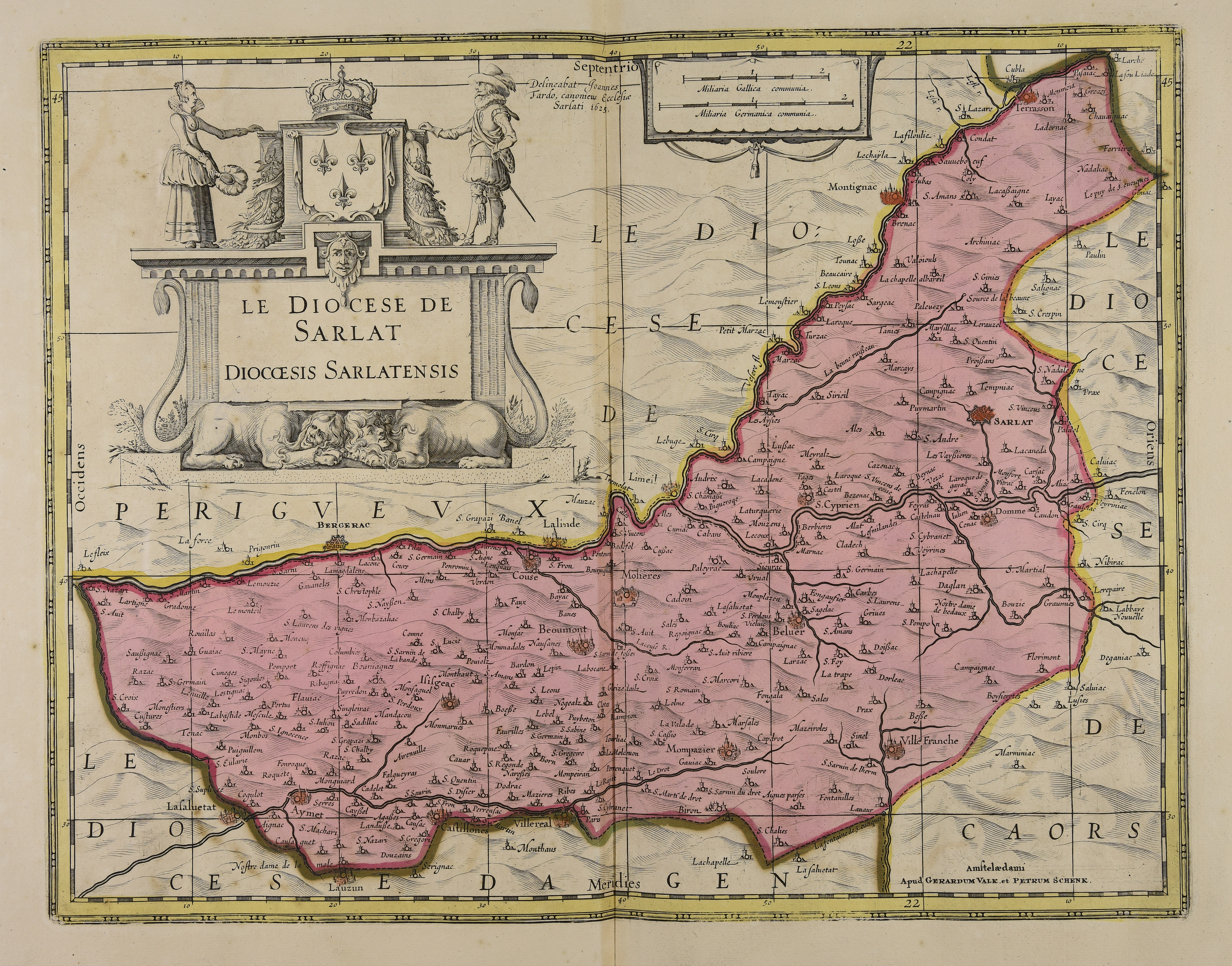

Le diocèse confinait : au nord, avec ceux de Périgueux et de Limoges ; à l'est, avec celui de Cahors ; au sud, avec ceux d'Agen et de Bazas ; et, à l'ouest, avec l'archidiocèse métropolitain de Bordeaux.